# Nasty (gruppo musicale)
I Nasty sono un gruppo hardcore punk proveniente da Kelmis, Belgio.

## Storia
Il gruppo nasce nel novembre del 2004, come un side project. Nell'estate 2005 il gruppo fa uscire un demo dal titolo The Beginning.
Dopo un anno la band pubblica il suo primo full-length intitolato Declaring War sotto l'etichetta discografica "Fuck This Recordings". In seguito all'album la band gira per tutta Europa guadagnandosi in poco tempo una forte fan base.
Nella primavera del 2008 esce il secondo album dal titolo Aggression attraverso l'etichetta Good Life Recordings e nell'estate 2009 i Nasty si esibiscono al festival tedesco With Full Force.
Nel 2010 esce il terzo full-length Give a Shit sempre sotto la Good Life.
Nel 2011 partecipano all'Hell on Earth Tour al fianco di Unearth, Evergreen Terrace, Bane e Casey Jones.

## Stile
Il gruppo si definisce "terror beatdown", le loro canzoni sono caratterizzate da chitarre distorte, canto in growl, utilizzo della doppia cassa e soprattutto un ampio uso di breakdown.

## Formazione
- Matthi - voce
- Ludo - basso
- Chris - chitarra
- Nash - batteria

## Discografia

### Demo
- The Beginning - 2005

### Full-length
- 2006 - Declaring War (Fuck This Recordings)
- 2008 - Aggression (Good Life Recordings)
- 2010 - Give a Shit (Good Life Recordings)
- 2013 - Love (Beatdown Hardwear)
- 2015 - Shokka (Beatdown Hardwear)
- 2017 - Realigion (Beatdown Hardwear)
- 2020 - Menace (Century Media Records)
- 2023 - Heartbreak Criminals (Century Media Records)